# Liste des premiers choix du repêchage de la LNH
 (juillet 2021).
Les normes d'accessibilité du Web doivent être respectées sur les articles liés au hockey sur glace.
Les articles possédant ce bandeau sont listés dans la catégorie:Article hockey sur glace non accessible.
Les points d'amélioration suivants sont les cas les plus fréquents :
- Tableaux de données : utiliser les modèles préformatés déjà disponibles ou consulter l'aide ;
- Listes à puces : les listes à puces sont créées grâces aux astérisques. Il ne doit pas y avoir de ligne vide entre deux astérisques ;
- Langue : tout changement de langue doit être signalé grâce au modèle {{langue}} ou au paramètrelangue=quand le modèle {{Lien web}} est utilisé dans les références ;
- Alternative textuelle : toute image doit être accompagnée d'une description sommaire (à ne pas confondre avec la légende).

Voir aussi Wikipédia:Atelier accessibilité/Bonnes pratiques.
Nota : ce bandeau ne concerne pas les problèmes d'accessibilité dus aux modèles utilisés.
Cette liste indique les joueurs de hockey sur glace sélectionnés en tant que premiers choix du repêchage (draft, en anglais) par des franchises de la Ligue nationale de hockey. Le repêchage a lieu à chaque fin de saison vers le mois de juin. Avant 1979, le repêchage était dit amateur (NHL Amateur Draft) puis il a pris le nom de repêchage d'entrée (NHL Entry Draft).

## Liste des premiers choix par année
- Aucun match joué dans la LNH
- Récipiendaire du trophée Calder
- Membre du Temple de la renommée
- Récipiendaire du trophée Calder et membre du Temple de la renommée

| Année | Équipe                   | Nat.              | Joueur                | Repêché de                                           |
| ----- | ------------------------ | ----------------- | --------------------- | ---------------------------------------------------- |
| 1963  | Canadiens de Montréal    | Drapeau : Canada  | Garry Monahan (A)     | Buzzers de St. Michael's (en) (LHJMet (en))          |
| 1964  | Red Wings de Détroit     | Drapeau : Canada  | Claude Gauthier (A)   | Midgets de Rosemount (SAAAMHL)                       |
| 1965  | Rangers de New York      | Drapeau du Canada | André Veilleux (A)    | Rangers de Montréal (LHJAA)                          |
| 1966  | Bruins de Boston         | Drapeau du Canada | Barry Gibbs (D)       | Bruins d'Estevan (CMJHL)                             |
| 1967  | Kings de Los Angeles     | Drapeau du Canada | Richard Pagnutti (D)  | Native Sons de Garson-Falconbridge (en) (LHJNO (en)) |
| 1968  | Canadiens de Montréal    | Drapeau du Canada | Michel Plasse (G)     | Rangers de Drummondville (LHJMQ)                     |
| 1969  | Canadiens de Montréal    | Drapeau du Canada | Réjean Houle (A)      | Canadien junior de Montréal (AHO)                    |
| 1970  | Sabres de Buffalo        | Drapeau du Canada | Gilbert Perreault (A) | Canadien junior de Montréal (AHO)                    |
| 1971  | Canadiens de Montréal    | Drapeau du Canada | Guy Lafleur (A)       | Remparts de Québec (LHJMQ)                           |
| 1972  | Islanders de New York    | Drapeau du Canada | William Harris (A)    | Marlboros de Toronto (AHO)                           |
| 1973  | Islanders de New York    | Drapeau du Canada | Denis Potvin (D)      | 67 d'Ottawa (AHO)                                    |
| 1974  | Capitals de Washington   | Drapeau du Canada | Gregory Joly (D)      | Pats de Regina (LHOu)                                |
| 1975  | Flyers de Philadelphie   | Drapeau du Canada | Melvin Bridgman (A)   | Cougars de Victoria (LHOu)                           |
| 1976  | Capitals de Washington   | Drapeau du Canada | Richard Green (D)     | Knights de London (AHO)                              |
| 1977  | Red Wings de Détroit     | Drapeau du Canada | Dale McCourt (A)      | Fincups de St. Catharines (AHO)                      |
| 1978  | North Stars du Minnesota | Drapeau du Canada | Robert Smith (A)      | 67 d'Ottawa (AHO)                                    |

| Année | Équipe                   | Nat.                                        | Joueur                   | Repêché de                                 |
| ----- | ------------------------ | ------------------------------------------- | ------------------------ | ------------------------------------------ |
| 1979  | Rockies du Colorado      | Drapeau du Canada                           | George Ramage (D)        | Bulls de Birmingham (AMH)                  |
| 1980  | Canadiens de Montréal    | Drapeau du Canada                           | Douglas Wickenheiser (A) | Pats de Regina (LHOu)                      |
| 1981  | Jets de Winnipeg         | Drapeau du Canada                           | Dale Hawerchuk (A)       | Royals de Cornwall (LHJMQ)                 |
| 1982  | Bruins de Boston         | Drapeau du Canada                           | Gordon Kluzak (D)        | Bighorns de Billings (LHOu)                |
| 1983  | North Stars du Minnesota | Drapeau des États-Unis                      | Brian Lawton (A)         | Mount Saint Charles Academy (en) (USHS-RI) |
| 1984  | Penguins de Pittsburgh   | Drapeau du Canada                           | Mario Lemieux (A)        | Voisins de Laval (LHJMQ)                   |
| 1985  | Maple Leafs de Toronto   | Drapeau du Canada                           | Wendel Clark (A*)        | Blades de Saskatoon (LHOu)                 |
| 1986  | Red Wings de Détroit     | Drapeau du Canada                           | Joseph Murphy (A)        | Wolverines du Michigan (CCHA)              |
| 1987  | Sabres de Buffalo        | Drapeau du Canada                           | Pierre Turgeon (A)       | Bisons de Granby (LHJMQ)                   |
| 1988  | North Stars du Minnesota | Drapeau des États-Unis                      | Michael Modano (A)       | Raiders de Prince Albert (LHOu)            |
| 1989  | Nordiques de Québec      | Drapeau de la Suède                         | Mats Sundin (A)          | Nacka HK (Allsvenskan)                     |
| 1990  | Nordiques de Québec      | Drapeau du Canada                           | Owen Nolan (A)           | Royals de Cornwall (LHO)                   |
| 1991  | Nordiques de Québec      | Drapeau du Canada                           | Eric Lindros (A)         | Generals d'Oshawa (LHO)                    |
| 1992  | Lightning de Tampa Bay   | Drapeau de la Tchéquie                      | Roman Hamrlík (D)        | ZPS Zlín (Extraliga)                       |
| 1993  | Sénateurs d'Ottawa       | Drapeau du Canada                           | Alexandre Daigle (A)     | Tigres de Victoriaville (LHJMQ)            |
| 1994  | Panthers de la Floride   | Drapeau du Canada                           | Edward Jovanovski (D)    | Spitfires de Windsor (LHO)                 |
| 1995  | Sénateurs d'Ottawa       | Drapeau des États-Unis                      | Bryan Berard (D)         | Red Wings junior de Détroit (LHO)          |
| 1996  | Sénateurs d'Ottawa       | Drapeau du Canada                           | Chris Phillips (D)       | Raiders de Prince Albert (LHO)             |
| 1997  | Bruins de Boston         | Drapeau du Canada                           | Joseph Thornton (A)      | Greyhounds de Sault-Sainte-Marie (LHO)     |
| 1998  | Lightning de Tampa Bay   | Drapeau du Canada                           | Vincent Lecavalier (A)   | Océanic de Rimouski (LHJMQ)                |
| 1999  | Thrashers d'Atlanta      | Drapeau de la Tchéquie                      | Patrik Štefan (A)        | Ice Dogs de Long Beach (LIH)               |
| 2000  | Islanders de New York    | Drapeau des États-Unis                      | Richard DiPietro (G)     | Terriers de Boston (HE)                    |
| 2001  | Thrashers d'Atlanta      | Drapeau de la Russie                        | Ilia Kovaltchouk (A)     | HK Spartak Moscou (Russie)                 |
| 2002  | Blue Jackets de Columbus | Drapeau du Canada                           | Richard Nash (A)         | Knights de London (LHO)                    |
| 2003  | Penguins de Pittsburgh   | Drapeau du Canada                           | Marc-André Fleury (G)    | Screaming Eagles du Cap-Breton (LHJMQ)     |
| 2004  | Capitals de Washington   | Drapeau de la Russie                        | Aleksandr Ovetchkine (A) | HK Dinamo Moscou (Russie)                  |
| 2005  | Penguins de Pittsburgh   | Drapeau du Canada                           | Sidney Crosby (A)        | Océanic de Rimouski (LHJMQ)                |
| 2006  | Blues de Saint-Louis     | Drapeau des États-Unis                      | Erik Johnson (D)         | Équipe nationale américaine (NAHL)         |
| 2007  | Blackhawks de Chicago    | Drapeau des États-Unis                      | Patrick Kane (A)         | Knights de London (LHO)                    |
| 2008  | Lightning de Tampa Bay   | Drapeau du Canada                           | Steven Stamkos (A)       | Sting de Sarnia (LHO)                      |
| 2009  | Islanders de New York    | Drapeau du Canada                           | John Tavares (A)         | Knights de London (LHO)                    |
| 2010  | Oilers d'Edmonton        | Drapeau du Canada                           | Taylor Hall (A)          | Spitfires de Windsor (LHO)                 |
| 2011  | Oilers d'Edmonton        | Drapeau du Canada                           | Ryan Nugent-Hopkins (A)  | Rebels de Red Deer (LHOu)                  |
| 2012  | Oilers d'Edmonton        | Drapeau de la Russie                        | Naïl Iakoupov (A)        | Sting de Sarnia (LHO)                      |
| 2013  | Avalanche du Colorado    | Drapeau du Canada                           | Nathan MacKinnon (A)     | Mooseheads d'Halifax (LHJMQ)               |
| 2014  | Panthers de la Floride   | Drapeau du Canada                           | Aaron Ekblad (D)         | Colts de Barrie (LHO)                      |
| 2015  | Oilers d'Edmonton        | Drapeau du Canada                           | Connor McDavid (A)       | Otters d'Érié (LHO)                        |
| 2016  | Maple Leafs de Toronto   | Drapeau des États-Unis · Drapeau du Mexique | Auston Matthews (A)      | ZSC Lions (LNA)                            |
| 2017  | Devils du New Jersey     |                                             | Nico Hischier (A)        | Mooseheads d'Halifax (LHJMQ)               |
| 2018  | Sabres de Buffalo        |                                             | Rasmus Dahlin (D)        | Frölunda HC (SHL)                          |
| 2019  | Devils du New Jersey     |                                             | Jack Hughes (A)          | USNTDP M18 (USHL)                          |
| 2020  | Rangers de New York      |                                             | Alexis Lafrenière (A)    | Océanic de Rimouski (LHJMQ)                |
| 2021  | Sabres de Buffalo        |                                             | Owen Power (D)           | Wolverines du Michigan (CCHA)              |
| 2022  | Canadiens de Montréal    |                                             | Juraj Slafkovský (A)     | TPS (Liiga)                                |
| 2023  | Blackhawks de Chicago    |                                             | Connor Bedard (A)        | Pats de Regina (LHOu)                      |
| 2024  | Sharks de San José       |                                             | Macklin Celebrini (A)    | Terriers de Boston (HE)                    |
| 2025  | Islanders de New York    |                                             | Matthew Schaefer (D)     | Otters d'Érié (LHO)                        |

## Liste des1erschoix par nationalité
| Nb | Pays       |
| -- | ---------- |
| 30 | Canada     |
| 8  | États-Unis |
| 3  | Russie     |
| 2  | Tchéquie   |
| 2  | Suède      |
| 1  | Slovaquie  |
| 1  | Suisse     |

| Nb | Pays   |
| -- | ------ |
| 16 | Canada |

## Liste des1erschoix par position
| Nb | Position       |
| -- | -------------- |
| 34 | Attaquant      |
| 11 | Défenseur      |
| 2  | Gardien de but |

| Nb | Position       |
| -- | -------------- |
| 10 | Attaquant      |
| 5  | Défenseur      |
| 1  | Gardien de but |

## Liste des1erschoix par ligue d'origine
| Nb | Ligue                                            |
| -- | ------------------------------------------------ |
| 15 | Ligue de hockey de l'Ontario                     |
| 10 | Ligue de hockey junior Maritimes Québec          |
| 6  | Ligue de hockey de l'Ouest                       |
| 4  | National Collegiate Athletic Association         |
| 2  | Championnat de Russie                            |
| 1  | Allsvenskan                                      |
| 1  | Association mondiale de hockey                   |
| 1  | Extraliga                                        |
| 1  | Ligue nationale A                                |
| 1  | Ligue internationale de hockey                   |
| 1  | Liiga                                            |
| 1  | North American Hockey League                     |
| 1  | Svenska Hockeyligan                              |
| 1  | USHS-RI                                          |
| 1  | Équipe nationale de développement des États-Unis |

| Nb | Ligue                                            |
| -- | ------------------------------------------------ |
| 7  | Association de hockey de l'Ontario               |
| 2  | Ligue de hockey junior Maritimes Québec          |
| 2  | Ligue de hockey de l'Ouest                       |
| 1  | LHJAA                                            |
| 1  | Ligue de hockey junior métropolitaine (en)       |
| 1  | Ligue de hockey junior du Nord de l'Ontario (en) |
| 1  | Ligue de hockey junior de la Saskatchewan        |
| 1  | SAAAMHL                                          |